# 锐叶鳞叶藓
锐叶鳞叶藓（学名：Taxiphyllum cuspidifolium）为灰藓科鳞叶藓属下的一个种。